# Montañas Omineca
Las montañas Omineca, también conocidas como "las Ominecas", son un grupo de cordilleras remotas de la cordillera Boreal del centro-norte de la Columbia Británica (Canadá). Están delimitadas, al norte, por el río Finlay; al este, por la fosa de las Montañas Rocosas (aquí llena por el lago Williston); al oeste, por los lagos Nacionales; y, al oeste,  por la parte superior del río Omineca. Forman una sección de la Divisoria continental, que separa en esta región las cuencas hidrográficas de los océanos Ártico y Pacífico. El curso inferior del río Omineca discurre a través del corazón de la cordillera. Al sur de las Ominecas está la meseta de Nechako; al oeste, las montañas Skeena y las montañas Hazelton; al norte, la meseta Spatsizi y las cordilleras Stikine; y, al este, a través de la fosa de las Montañas Rocosas, las cordilleras Muskwa.
«La Omineca» o «el país Omineca» es toda la zona de la cordillera más la parte de la meseta norte de Nechako adyacente a las Ominecas, donde ha habido más asentamientos y, en el pasado, extensas exploraciones y prospecciones de yacimientos de oro (en el mismo período que las fiebres del oro de Omineca, del cañón del Fraser y de la meseta Cariboo, es decir, en la década de 1860).

## Subcordilleras
- Cordillera Finlay
  - Cordillera Butler
  - Cordillera Russel
- Cordilleras Hogem 
  - Cordillera Axelgold
  - Cordillera Caribo Heart
  - Cordillera Connelly
  - Cordillera Mitchell
  - Cordillera Sikanni
  - Cordillera Sitlika
  - Cordillera Vital
- Cordillera Metsantan
- Cordillera Samuel Black
- Cordilleras Swannell 
  - Cordillera Espee
  - Cordillera  Fishimg
  - Cordillera Germansen
  - Cordillera  Ingenika
  - Cordillera Kwanika
  - Cordillera Kwun Yótasi
  - Cordillera Lay
  - Cordillera McConnell
  - Cordillera Osilinka
  - CordilleraPeak
  - Cordillera Tenakihi
  - Cordillera Tucha
  - Cordillera Wolverine
  - Cordillera Wrede
- CordilleraTatlatui

## Ríos
- Río Finlay
- Río Firesteel
- Río Germansen
- Río Omineca
- Río Toodoggone